# Pei Zunqing
Pei Zunqing (chinês tradicional: 裴遵慶; falecido em 775), conhecido pelo nome de cortesia Shaoliang (少良), foi um juiz, político e escritor chinês durante a dinastia Tang, servindo como um chanceler durante os reinados do Imperador Suzong e do Imperador Daizong.

## Início de vida
Não se sabe em que ano Pei Zunqing nasceu, mas como ele foi dito ter mais de 90 anos quando morreu em 775, com base no protocolo chinês de contagem de idade, ele teria nascido entre 677 e 686. Ele era de um clã proeminente da Prefeitura de Jiang (絳州, na atual Yuncheng, Shanxi), que traçava sua ascendência a oficiais da Dinastia Han, Cao Wei, Dinastia Jin (265-420), Liang Ocidental, Wei do Norte e Dinastia Tang.
O avô de Pei Zunqing, Pei Yihong (裴義弘), serviu como um oficial de nível intermediário no escritório legislativo do governo (中書省, Zhongshu Sheng) e tinha o título de Duque de Xuanwu. O pai de Pei Zunqing, Pei Quan (裴惓), era um prefeito de prefeitura e detinha o título de Barão de Hedong. Pei Zunqing tinha pelo menos dois irmãos mais velhos, Pei Zunyu (裴遵裕) e Pei Zunye (裴遵業).

## Durante o reinado do Imperador Xuanzong
Dizia-se que Pei Zunqing era ambicioso, mas de temperamento ameno, e era estudioso e cuidadoso em seu comportamento na juventude. Quando ele já estava relativamente velho para um novo funcionário, ele, devido à sua herança, foi nomeado oficial legal na Prefeitura de Lu (潞州, na moderna Changzhi, Shanxi). Devido à sua idade relativamente avançada, ele não foi notado, mas eventualmente foi convocado para a capital Tang, Chang'an, para servir no ministério dos assuntos civis (吏部, Libu), e depois para servir como Dali Cheng (大理丞), o secretário-geral da suprema corte (大理寺, Dali Si).
Dizia-se que ele era capaz de julgar casos e decidia-os de forma lógica. Em uma ocasião, porque o general Xiao Keji (蕭克濟) era duro com seus subordinados, seus soldados fizeram comentários que sugeriam uma rebelião. Quando foram acusados de traição, Pei respondeu: "Eles não tinham dinheiro para reunir pessoas e não tinham talento para comandá-las. Como poderiam cometer traição?". Dizia-se que, por causa do julgamento de Pei, dezenas de famílias foram salvas.
Mais tarde, no final da era Tianbao do Imperador Xuanzong (742-756), Pei serviu como funcionário júnior no ministério dos assuntos civis e era responsável por selecionar os funcionários juniores. Dizia-se que, devido à paz no reino em certos momentos, a cada ano haveria dezenas de milhares de pessoas indo a Chang'an em busca de comissões oficiais. Durante este período, ele escreveu uma obra conhecida como Registros do Governo dos Reis (王政記), discutindo os ritos desde os tempos antigos até os seus dias; dizia-se que aqueles que liam a obra viam que ele tinha talento para ser um funcionário de alto escalão.
No final da era Tianbao, o chanceler Yang Guozhong era excessivamente poderoso, e ele enviou a maioria dos funcionários que não eram seus seguidores para longe da capital. Como Pei não bajulava Yang, ele foi enviado para fora da capital para servir como governador de comandância.

## Durante o reinado do Imperador Suzong
Após o Imperador Xuanzong ser sucedido por seu filho Imperador Suzong em 756, o Imperador Suzong convocou Pei Zunqing para servir como assistente imperial (給事中, Jishizhong), Shangshu You Cheng (尚書右丞, um dos secretários gerais no escritório executivo (尚書省, Shangshu Sheng)), e vice-ministro dos assuntos civis (吏部侍郎, Libu Shilang). Dizia-se que Pei era frugal e cuidadoso, recebendo muitos elogios. Enquanto Xiao Hua era chanceler, ele conhecia bem Pei e, sempre que se encontrava com o Imperador Suzong, recomendava Pei para promoção. Em 761, com base na recomendação de Xiao, Pei foi nomeado Huangmen Shilang (黃門侍郎) — o vice-diretor do escritório de exames (門下省, Menxia Sheng) — e recebeu a designação Tong Zhongshu Menxia Pingzhangshi (同中書門下平章事), tornando-o um chanceler de facto.

## Durante o reinado do Imperador Daizong
O Imperador Suzong morreu em 762 e foi sucedido por seu filho Imperador Daizong. Pei Zunqing continuou a servir como chanceler. Em 763, quando a relação entre o governo imperial e o general Pugu Huai'en se tornou extremamente tensa, porque o Imperador Daizong conhecia Pei como fiel e honesto, ele enviou Pei para Hezhong (河中, na moderna Yuncheng) para tentar acalmar Pugu e persuadi-lo a se reportar a Chang'an. Pei inicialmente conseguiu persuadir Pugu a fazê-lo, mas após a oposição do subordinado de Pugu, Fan Zhicheng (范志誠), Pugu mudou de ideia, e Pei retornou a Chang'an de mãos vazias. (Pugu eventualmente se rebelou, e sua rebelião só terminou quando ele morreu em 765.)
Em 763, quando um ataque surpresa a Chang'an pelo Império Tibetano forçou o Imperador Daizong a fugir de Chang'an, Pei conseguiu escapar e seguir o Imperador Daizong para a Prefeitura de Shan (陝州, na moderna Sanmenxia, Henan). Depois que o Imperador Daizong retornou a Chang'an, Pei e um colega chanceler, Miao Jinqing, foram removidos de seus cargos de chanceler e receberam posições honorárias — no caso de Pei, como conselheiro do príncipe herdeiro do Imperador Daizong, Li Kuo. Pei logo foi nomeado ministro dos assuntos civis (吏部尚書) e You Puye (右僕射), um dos chefes do escritório executivo. Novamente, ele foi encarregado de selecionar funcionários. Como Pei estava extremamente velho na época, ele foi autorizado a realizar essa tarefa em sua mansão, o que era considerado uma grande honra.
Na velhice, dizia-se que Pei era ainda mais rigoroso em seu próprio comportamento — ele ficaria descontente se alguém que ele recomendou viesse agradecê-lo, pois achava isso inapropriado; e embora frequentemente conversasse com o Imperador Daizong para dar conselhos, ele destruía os registros de suas conversas depois. Ele morreu em 775, ainda exercendo essas funções. Seu bisneto Pei Shu mais tarde serviria como chanceler perto do final da Dinastia Tang, sob Imperador Zhaozong e Imperador Ai.